# 宿枝小膜盖蕨
宿枝小膜盖蕨（学名：Araiostegia hookeri）为骨碎补科小膜盖蕨属下的一个种。

## 扩展阅读
- 維基物種上的相關：宿枝小膜盖蕨